# BITNET
BITNET var ett datanät mellan universitet i USA, baserat på samarbete som grundades 1981 av Ira Fuchs på City University of New York (CUNY) och Greydon Freeman vid Yale University. Den första nätverkskopplingen var mellan CUNY och Yale. Inom 3 år var 150 institutioner ihoplänkade och spred sig även till Europa via EARN (numera Terena).
Kraven för deltagande i BITNET för ett universitet eller högskola var enkla:
- Hyr en telefonlinje från en institution till en befintlig BITNET nod.
- Köp modem för varje ände av dataförbindelsen och skicka en till anslutningspunkten.
- Låt andra institutioner ansluta utan återbetalning (engelska: chargeback).

Ur teknisk synvinkel skilde sig BITNET från Internet genom att det var en punkt-till-punkt "lagra och skicka vidare"-nätverk. Det vill säga, var e-postmeddelanden och filer överförs i sin helhet från en server till en annan innan den skickas vidare och till slut når sin destination. Ur detta perspektiv var BITNET mer som Usenet.